# Угрюмовская (Вологодская область)
Угрюмовская — деревня в Тотемском районе Вологодской области.
Входит в состав Вожбальского сельского поселения, с точки зрения административно-территориального деления — в Вожбальский сельсовет.
Расстояние по автодороге до районного центра Тотьмы — 76 км, до центра муниципального образования деревни Кудринская — 31 км. Ближайшие населённые пункты — Захаровская, Маринская, Никитинская, Семеновская.
По переписи 2002 года население — 5 человек.